# فریدک-میستک ۳۱۶۵۰
سیارک ۳۱۶۵۰ (به انگلیسی: 31650 Frydek-Mistek، نامگذاری:1999HW) سی و یک هزار و ششصد و پنجاهمین سیارک کشف شده‌است که در ۱۸ آوریل ۱۹۹۹ کشف شد.